# Arctotraversodon
Arctotraversodon — вимерлий рід траверсодонтидових цинодонтів з пізнього тріасу Канади. Скам'янілості, вперше описані у формації Вулфвіль у Новій Шотландії в 1984 році, були першим відомим траверсодонтидом із Північної Америки. Типовий і єдиний вид – A. plemmyridon представлений зубами та кількома зубними кістками.

## Опис та історія
Arctotraversodon спочатку був попередньо поміщений в рід Scalenodontoides як новий вид, ?Scalenodontoides plemmyridon. Коли він був названий, були відомі лише зубні кістки та кілька зубів. Пізніше було знайдено траверсодонтидний щічний зуб із того самого утворення, який відрізнявся від зубів усіх інших видів. На відміну від інших нижніх щічних зубів траверсодонтидів, які мають два горбики по обидва боки від коронок, ці зуби мали три горбики. Пізніше виявилося, що у траверсодонтід Boreogomphhodon з формації Turkey Branch у Вірджинії є три горбики на нижніх щічних зубах, що показує, що північноамериканські траверсодонтиди відрізняються від тих, що мешкають в Африці та Південній Америці.
Вид був віднесений до власного роду Arctotraversodon у 1992 році. Arctotraversodon означає «північний Traversodon» через його північне розташування та близький зв'язок із Traversodon. «Аркто» (від грецького arktos) також може означати «ведмідь», оскільки колись голотип неофіційно називався «щелепою ведмедя». Для діагностики нового роду були використані ознаки верхнього щічного зуба, знайденого на морській скелі в Новій Шотландії.